# Кугуван
Кугува́н (рос. Кугуван, марій. Кугуван) — присілок у складі Медведевського району Марій Ел, Росія. Входить до складу Шойбулацьке сільського поселення.

## Населення
Населення — 21 особа (2010; 18 у 2002).
Національний склад (станом на 2002 рік):
- лучні марійці — 83 %